# Новопривольний
Новоприво́льний (рос. Новопривольный) — селище у складі Акбулацького району Оренбурзької області, Росія.

## Населення
Населення — 107 осіб (2010; 179 у 2002).
Національний склад (станом на 2002 рік):
- росіяни — 66 %